# 파주금곡초등학교
파주금곡초등학교는 대한민국 경기도 파주시 법원읍 금곡리 336-5에 있었던 초등학교이다.

## 연혁
- 1939년 4월 5일 사설 개목강습소 개설
- 1944년 4월 1일 천현국민학교 금곡분실 인가
- 1946년 4월 17일 천현국민학교 금곡분교장 승격
- 1955년 4월 2일 금곡국민학교로 승격
- 1996년 3월 1일 파주금곡초등학교로 교명 변경
- 1998년 9월 1일 천현초등학교로 통합 폐교